# チョン・リョウォン
チョン・リョウォン（정려원、1981年1月21日 - ）は、韓国の女優。ドラマ、映画、CM等で活動している。身長167cm、体重45kg。グリフィス大学（オーストラリア）を現在休学中で、高麗大学校新聞学科在学中。
2000年に韓国の女性4人組ダンスアイドルユニットシャクラのメンバーとしてデビューし、2003年まで同グループに在籍。脱退後は女優として演技に専念する。2002年『サキソホンとあん餅』でドラマデビューし、2005年のMBCのドラマ『私の名前はキム・サムスン』で主人公サムスンのライバル、ヒジン役に抜擢され広く知られるようになった。

## 人物
- 趣味は、料理、絵を描くこと、音楽鑑賞、読書。
- 特技はピアノ演奏・乗馬。
- 生まれは韓国のソウル特別市だが、リョウォンが小学5年生の時に家族でオーストラリアに移住した。家族は現在もオーストラリアのブリスベンに住んでいて、構成は両親と兄と妹である。そのため、英語は母国語並みで、ドラマ「私の名前はキム・サムスン」では、ヘンリー役のダニエル・ヘニーとの会話シーンで流暢な英語を話している。オーストラリア在住の大学1年次、雪が見たいという理由で、母国の韓国を訪れていた際に、ダンスグループのメンバーにならないかと言うスカウトを受け芸能界デビューに至る。

## 出演作品

### テレビドラマ
- サキソホンとあん餅（2002年、KBS）
- まじめに生きろ（2003年、SBS）
- お父さんの海（2004年、MBC）
- 私の名前はキム・サムスン（2005年、MBC） - ユ・ヒジン役
- 秋の夕立（2005年、MBC） - パク・ヨンソ役
- アンニョン、フランチェスカ（2005年-2006年、MBC）
- 君はどの星から来たの（2006年、MBC） - キム・ポクシル／イ・ヘス役
- 幻の王女チャミョンゴ（2009年、SBS） - チャミョン役
- サラリーマン楚漢志（2012年、SBS） - ペク・ヨチ役
- ドラマの帝王（2012年-2013年、SBS） - イ・ゴウン役
- メディカル・トップチーム（2013年、MBC） - ソ・ジュヨン役
- 風船ガム（2015年、tvN） - キム・ヘンア役
- 魔女の法廷（2017年、KBS） - マ・イドゥム役
- 油っこいロマンス（2018年、SBS） - タン・セウ役
- 検事ラプソディ～僕と彼女の愛すべき日々～（2019年-2020年、JTBC） - チャ・ミョンジュ役
- 弁論をはじめます。（2022年、Disney+） - ノ・チャクヒ役
- 卒業  (2024年、tvN) - ソ・ヘジン役

### 映画
- 緊急措置19号（2002年）DVD化済み
- B型の彼氏（2004年）DVD化済み
- 2つの顔の猟奇的な彼女（2007年）DVD化済み
- 彼とわたしの漂流日記（2009年）DVD化済み
- 敵との初恋（2011年）DVD化済み
- 痛み（2012年）DVD化済み
- ラブ・リミット（2012年）DVD化済み
- ゲート（2018年）